# Empalamiento

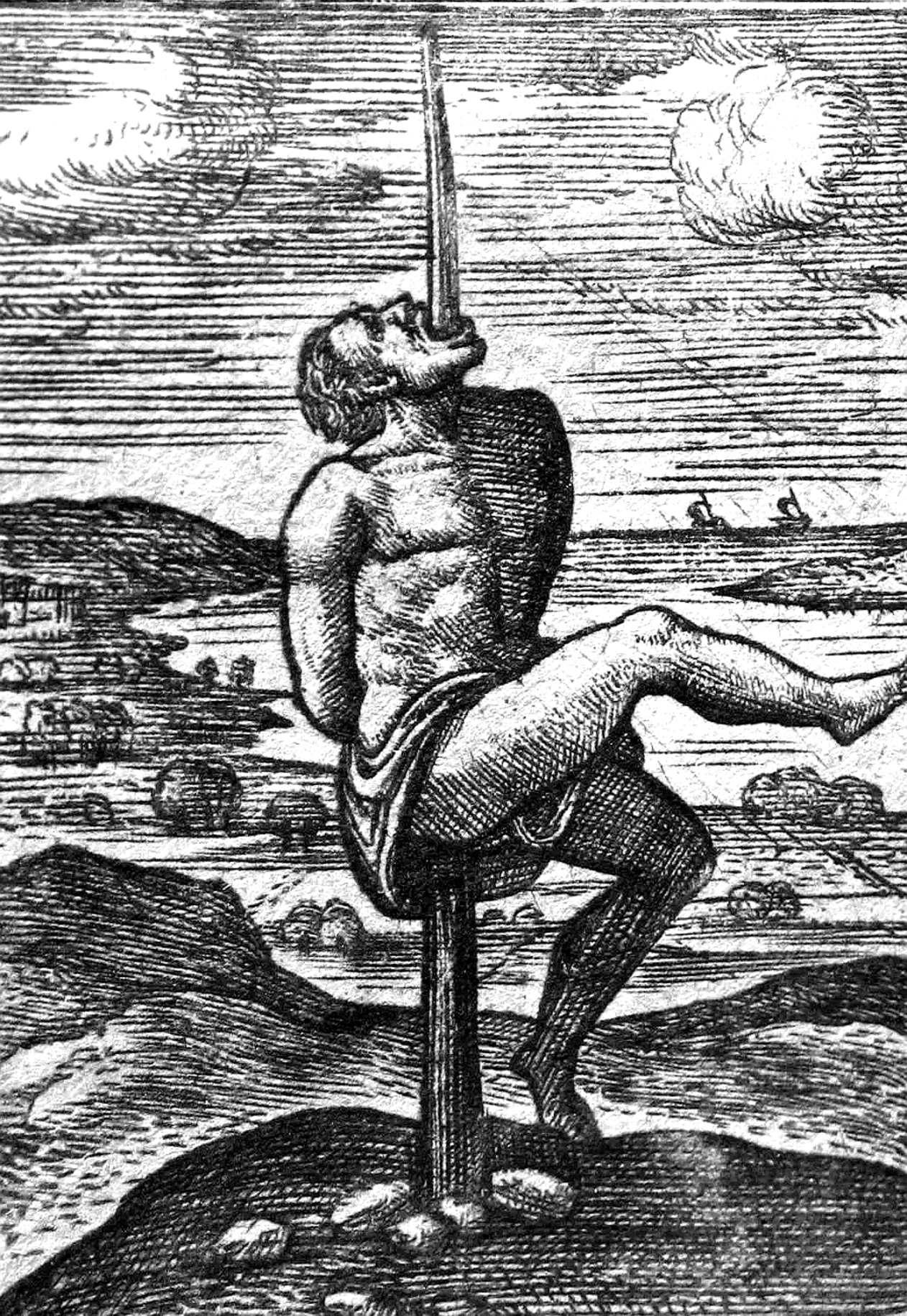
Empalamiento con lo que Justo Lipsio llama una crux simplex ad infixionem

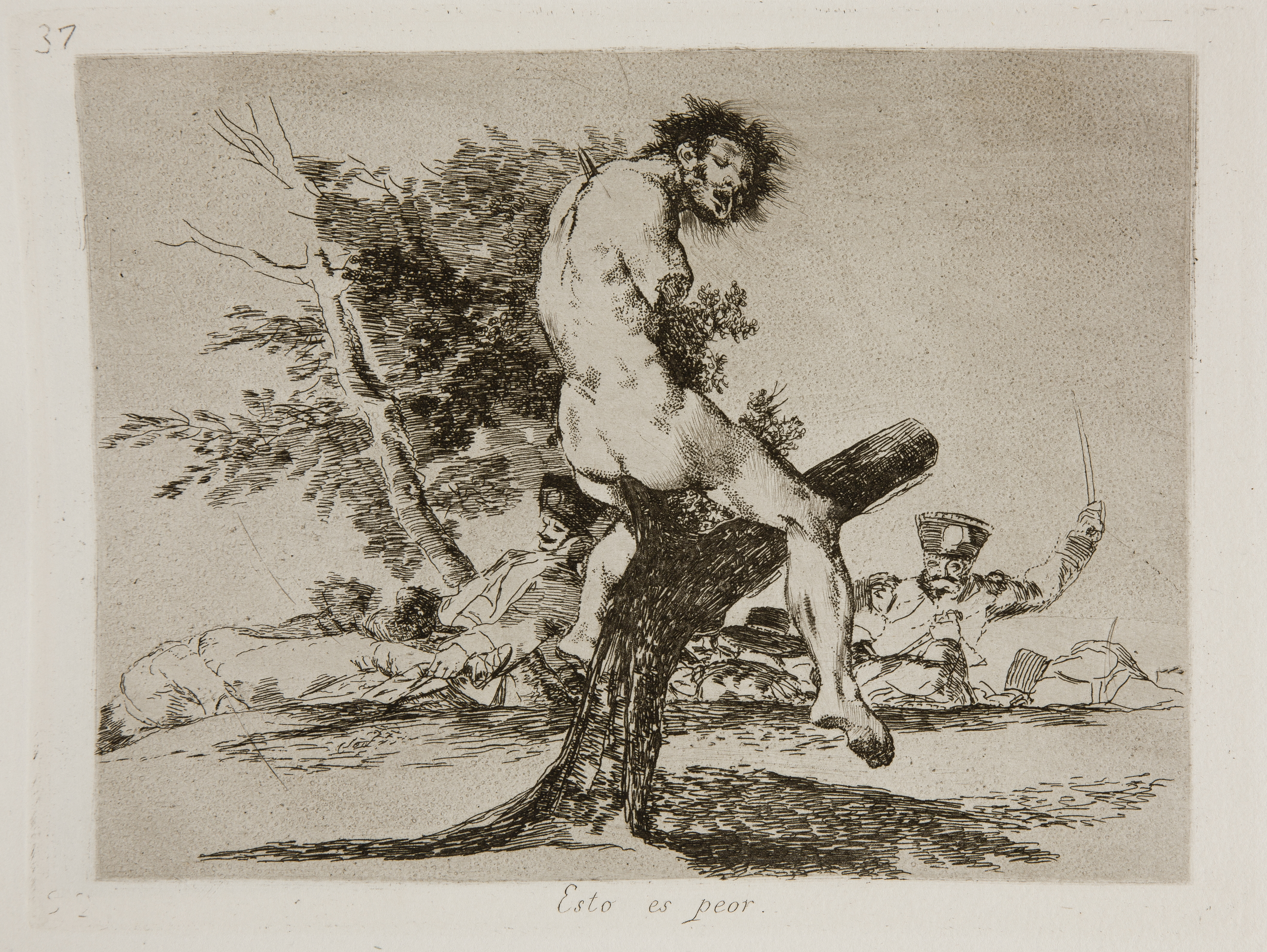
Lámina 37 de Los desastres de la guerra, de Francisco de Goya, muestra a civiles españoles empalados en árboles a manos del ejército napoleónico durante la Invasión francesa de España (1808-1814).

El empalamiento es un método de ejecución donde la víctima es atravesada por una estaca sea por un costado, por el recto, la vagina, por la boca, o cualquier parte del cuerpo.

## Origen

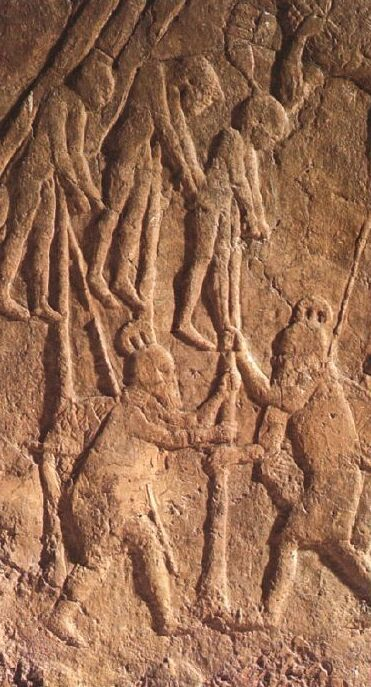
Empalamiento en Judea por los asirios bajo Senaquerib

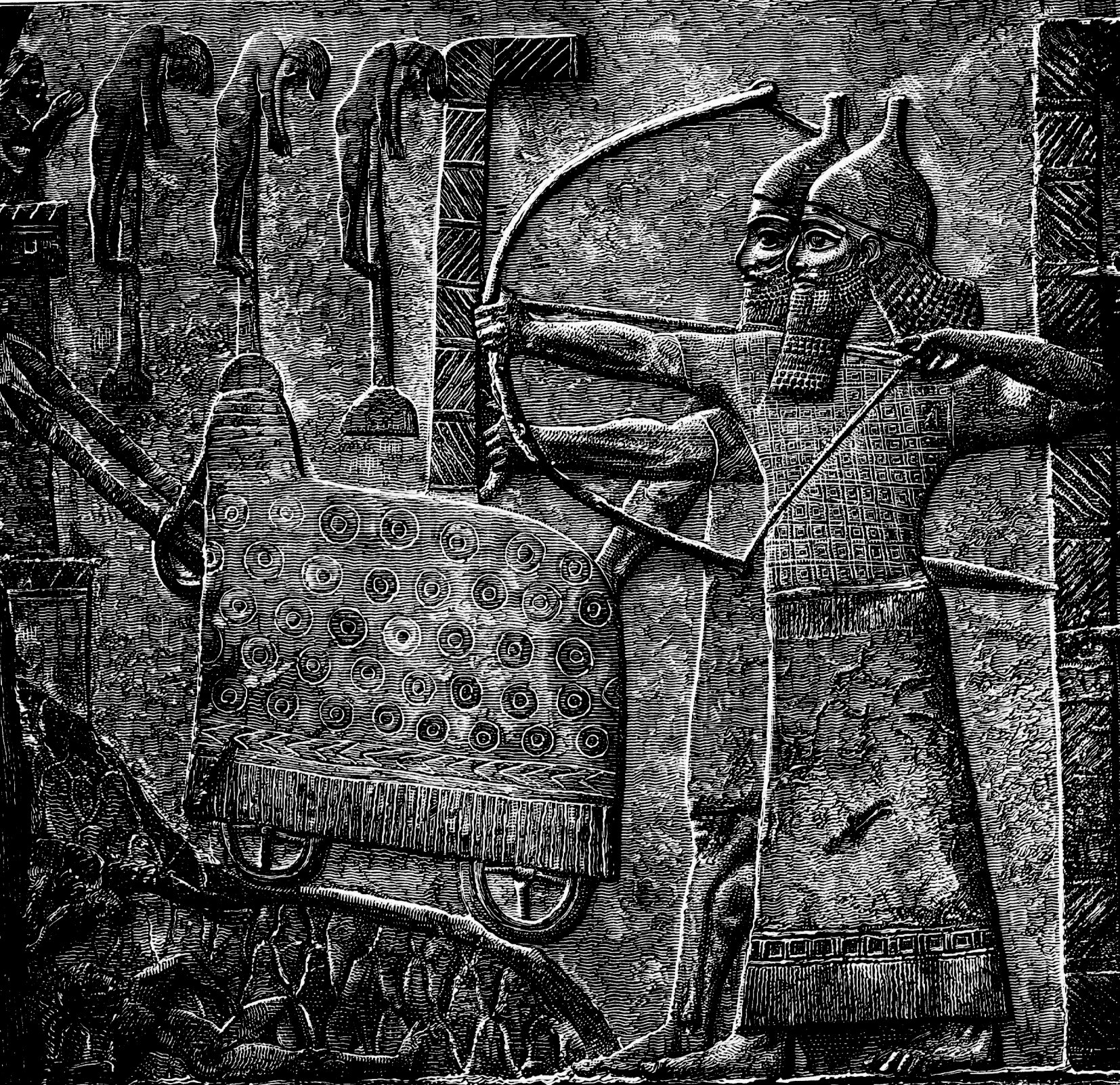
Arqueros asirios y en el fondo empalamiento de presos

El Código de Hammurabi de alrededor de 1780 a. C. ya prescribe el empalamiento como castigo por ciertos crímenes.
El Imperio Neoasirio (932-612 a. C.) practicaba el empalamiento de los enemigos vencidos, como demuestran la ilustraciones de sus inscripciones aquí reproducidas.
Más tarde lo utilizó como método de ejecución el Imperio persa de los siglos VI-V a. C. El decreto del rey persa Darío I citado en el Libro de Esdras, que pone en su boca las palabras: "He proclamado un decreto de que cualquiera que quebrante este edicto, de su casa se arranque un madero, y levantándolo, sea colgado en él", puede referirse a esta forma de castigo, dado que la palabra traducida por algunos con "sea colgado" puede significar alternativamente "sea empalado". Y en la inscripción de Behistún Darío I presume de haber empalado a sus enemigos. El historiador griego Heródoto dice que Darío empaló a unos tres mil de los principales ciudadanos de Babilonia.
También el Libro de Ester menciona ejecuciones bajo el rey persa Asuero, unánimemente identificado con el histórico Jerjes I, hijo de Darío, que pueden referirse al empalamiento.
El empalamiento también fue empleado en la Antigua Roma. Séneca (4 a. C. – 65 d. C.) menciona este método de ejecución en sus Cartas a Lucilio, 14: adactum per medium hominem qui per os emergat stipitem ("el hombre empalado con la pica emergiendo de su boca"); y en su Consolación a Marcia: alii per obscena stipitem egerunt ("aquél los empala por los órganos genitales").

## Vlad Tepes

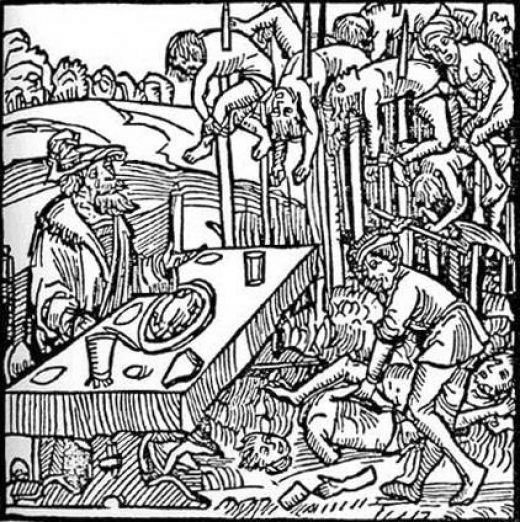
Empalamiento en Rumanía por Vlad Tepes.

El empalamiento fue empleado en la Rumania del siglo XV por el príncipe Vlad III de Valaquia, conocido como Vlad el empalador, que, destacando por su enorme crueldad, alcanzó fama mundial al ser la fuente histórica del personaje literario Drácula, creado por Bram Stoker a finales del siglo XIX.  Se cree que descubrió este método de ejecución en su adolescencia, durante el periodo que pasó como rehén del Imperio otomano para asegurar la lealtad de su padre Vlad II Dracul, príncipe de Valaquia. Posteriormente lo utilizó en numerosas ocasiones, llegando a empalar a unas veinte mil personas en un solo escenario, el llamado bosque de los empalados, cerca de Târgoviște durante 1462. Cuando el sultán otomano Mehmed II tomó la ciudad con su ejército descubrieron la matanza según relata Laónico Calcocondilas en su Historia de los turcos.
Tras este acontecimiento, Vlad se retiró a las montañas de los Cárpatos, con la esperanza de que el rey de Hungría Matías Corvino lo ayudara a recuperar su trono, pero éste lo mandó a apresar. Mientras estuvo recluido circuló un rumor asegurando que su devoción por el empalamiento era tal, que aplicaba este suplicio con astillas que arrancaba de la madera del suelo a ratas, ratones, arañas y otros pequeños animales que atrapaba y después los colocaba en la ventana a modo de trofeo. Así pasó sus días prisionero entre 1462 y 1475. Tras ser liberado volvió a guerrear empleando esta práctica sanguinaria hasta su muerte, acaecida año y medio después.
Esta dolorosa tortura podía ser aliviada con la muerte cuando la estaca iba introduciéndose en el cuerpo y punzando perforaba y atravesaba el corazón. Origen tal vez de la leyenda de que a Vlad Tepes, Drácula, solo podía matársele con una estaca clavada en el corazón, dato popularizado por el novelista Bram Stoker.

## América española

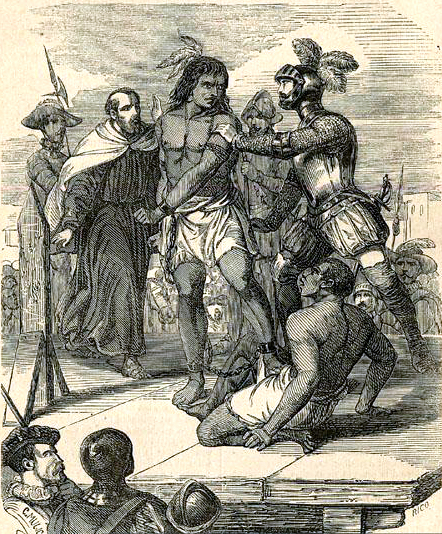
Muerte de Caupolicán.

Algunos de los conquistadores españoles empalaron a locales que les ofrecían resistencia. El Cerro «El Empalao» en Venezuela tomó su nombre porque en su punta el encomendero Garci González de Silva empalaba a los meregotos rebeldes. Otra víctima fue el líder mapuche Caupolicán empalado en 1558 en lo que ahora es Chile.

## En la medicina
El término empalamiento también se utiliza para describir heridas producidas accidentalmente en las que algún objeto atraviesa el cuerpo de una persona. Por ejemplo, cuando alguien es atravesado por una barra de metal. Quitar estos objetos es un verdadero desafío para los cirujanos.